# أميشا باتيل
اميشا باتيل (بالهندية: अमीषा पटेल)‏ معروفة ب (أميشا) مواليد 9 يونيو 1975 في مومباي، ماهاراشترا، الهند، هي ممثلة هندية بدأت مسيرتها الفنية في السينما الهندية عام 2000 في فيلم كاهو نا... بيار هاي مع الظهور الأول ل هريثيك روشان، بعدها انتقلت لسينما التيلوجو في بادري، لعدها أخذت أدوار البطولة في العديد من الأفلام .

## الأعمال

### أفلام
- كهونا بيارهي
- غدار:إيك بريم كاثا
- أوم شانتي أوم
- عشاق السحر
- السباق 2
- هومراز
- فادا
- المتاهة
- هومكو تومس بيارهي